# Aleurolobus wunni
Aleurolobus wunni är en insektsart som först beskrevs av Ryberg 1938.  Aleurolobus wunni ingår i släktet Aleurolobus, och familjen mjöllöss. Arten är reproducerande i Sverige.